# ۲-آمینوپیریدین
۲-آمینوپیریدین (به انگلیسی: 2-Aminopyridine) یک ترکیب شیمیایی با شناسه پاب‌کم ۱۰۴۳۹ است. شکل ظاهری این ترکیب، جامد بی‌رنگ است.